# Daniel Gbaguidi
Pour les articles homonymes, voir Gbaguidi.
Daniel Gbaguidi, né le 14 janvier 1988 à Cotonou, est un footballeur franco-béninois évoluant au poste d'attaquant.